# Cyril Ramaphosa
Cyril Ramaphosa (født 17. november 1952 i Soweto, Johannesburg) er Sydafrikas 5. præsident siden apartheid-styret blev opløst i 1991. Han har tidligere beskæftiget sig som aktivist, fagforeningsmand og foretningsmand. Ramaphosa var sydafrikansk vicepræsident under præsident Jacob Zuma 2014-2018, hvorpå han efter Zumas fratrædelse overtog posten som præsident.
Ramaphosa har været arresteret flere gange under apartheid-styret i forbindelse med organisering af minearbejdere i ulovlige arbejdskonflikter. I 1980'erne opholdt han sig i perioder i Zambia, hvor han medvirkede til at få løsladt adskillige ANC-fanger i sydafrikanske fængsler. Senere, i 1991, medvirkede han i processen der førte til løsladelsen af Nelson Mandela og efterfølgende afslutningen af apartheid-styret.
Han blev i 1987 den første person til at modtage Olof Palme-prisen, indstiftet efter Olof Palmes død.

## Politisk karriere

### African National Congress
Han stillede op til og tabte præsidentvalget i 1997 til Thabo Mbeki, hvorefter han forlod politik. Efter flere forsøg i 00'erne på at overtale Ramaphosa til at vende tilbage til politik, stillede han i 2012 op og blev valgt som vicepræsident for det altdominerende afrikanske regeringsparti ANC (African National Congress) under Jacob Zuma. I 2014 blev han af Zuma udnævnt til posten som Sydafrikas vicepræsident. I december 2017 blev Zuma afsat som præsident for ANC. Ramaphosa stillede op til posten og  besejrede Zumas eks-kone Dlamini-Zuma med lidt under 200 stemmer. Han blev dermed præsident for ANC, med stor sandsynlighed for at efterfølge Zuma som Sydafrikas næste præsident. Ramaphosa er desuden formand for Sydafrikas nationale strategiske planlægningskommision.

### Præsident af Sydafrika
Den 13. februar 2018 krævede ANC's eksekutivkomité ledet af Ramaphosa, at Jacob Zuma, der var anklaget for korruption, trak sig som præsident. En dag senere meddelte ANCs parlamentsgruppe, at de gennem et mistillidsvotum ville vælte ham; om aftenen samme dag fratrådte Zuma med omgående virkning. Med denne afgang blev Ramaphosa fungerende præsident. Den 15. februar 2018 blev han officielt udråbt til præsident, da han var parlamentets eneste foreslåede kandidat.